# Wilhelm Schöttler
Wilhelm Schöttler (vollständiger Name: Friedrich Wilhelm Schöttler; * 8. April 1823 in Osterode am Harz; † 20. Juni 1895 in Braunschweig) war ein deutscher Ingenieur, Unternehmer und Maschinenbauer, Gutsbesitzer und Kommerzienrat sowie Politiker.

## Unternehmerische Tätigkeit
Friedrich Wilhelm Schöttler war Sohn des Gastwirts, Ingenieurs, Mühlenbauers und gräflichen Maschinenbauinspektors Lorenz Schöttler. Nach dem Besuch der Realschule in Aschersleben absolvierte er eine praktische Lehre im Hüttenwerk Ilsenburg und der gräflich Stolbergischen Maschinenfabrik in Magdeburg.
Zusammen mit seinem Vater gründete er in Sudenburg 1846 die Eisengießerei und Maschinenbauanstalt Schöttler & Co. Deren Leitung übernahm Friedrich Wilhelm Schöttler. Er konstruierte 1846 eine Dampfmaschine für den Gebrauch in der eigenen Fabrik und stellte die technische Ausstattung von Zuckerfabriken her. Im Jahr 1847 baute er eine Balancier-Dampfmaschine für eine Spirituosenbrennerei. Ein Jahr später gründete er eine Zuckerfabrik in Donnersleben. Im Jahr 1856 hat Schöttler den Betrieb in Sudenburg verkauft und gründete 1857 zusammen mit Wilhelm Adolf Drenckmann in Magdeburg eine Dampfmahlmühle. Diese wurde ab 1870 von Drenckmann allein weiter betrieben.  Neben seiner industriellen Tätigkeit erwarb Schöttler Güter in Varmissen und Marzhausen.
Im Jahr 1859 wurde er Teilhaber der von seinem Vater und Friedrich Seele gegründeten Maschinenfabrik Fr. Seele & Co. in Braunschweig. Schöttler zog nun auch nach Braunschweig und übernahm die technische Leitung des Unternehmens. Nach der Umwandlung in eine Aktiengesellschaft unter der Firma Braunschweigische Maschinenbauanstalt wurde Schöttler einer der leitenden Direktoren. Als Ingenieur kümmerte er sich insbesondere um Diffusionsanlagen für die Zuckerindustrie. Seine Entwicklungsarbeit hat stark zum Erfolg des Unternehmens am Markt beigetragen.

## Politik
Neben seiner beruflichen Tätigkeit war er Liberaler und später als Mitglied der nationalliberalen Partei politisch aktiv. Bereits in Sudenburg war er Stadtverordneter. Dies war er auch in Braunschweig. Dort war Schöttler von 1879 bis 1891 auch Mitglied des Magistrats. Während er als Gutsbesitzer in Hessen lebte, war er von 1862 bis 1864 Mitglied des Landtages von Kurhessen. Dem Landtag des Herzogtum Braunschweig gehörte er von 1874 bis 1876 an. In der zweiten Legislaturperiode von 1874 bis 1877 gehörte er auch dem Deutschen Reichstag an. Er vertrat als Abgeordneter den Reichstagswahlkreis Herzogtum Braunschweig 1 (Braunschweig - Blankenburg).

## Sonstiges
Im Jahr 1872 stiftete er in Helmstedt ein Löwendenkmal zur Erinnerung an den Krieg von 1870/71. In den 1880er Jahren beteiligte er sich an der Gründung einer Baugenossenschaft in Braunschweig.
Schöttler wurde mit dem Titel eines Kommerzienrates geehrt. Nach seinem Tod hinterließ er zur Versorgung von ehemaligen Mitarbeitern der Braunschweigischen Maschinenbauanstalt eine Stiftung mit einem Kapital von 20.000 Mark. Nach Schöttler ist eine Straße in Braunschweig benannt.
Mit dem Übertritt des Technischen Vereins zu Braunschweig zum Verein Deutscher Ingenieure (VDI) als dessen Braunschweiger Bezirksverein im Jahr 1872 wurde Schöttler VDI-Mitglied. Er saß zu diesem Zeitpunkt dem Bezirksverein vor.
Der Ingenieur und Hochschullehrer Rudolf Schöttler war sein Sohn.

## Schriften
- Anleitung zum rationellen Anbau der Zucker-Rübe für Einbeck und Umgebung, 1867
- Die Entstehung und Entwicklung der Braunschweigischen Maschinenbau-Anstalt, 1878

## Archivalien
Archivalie von und über Wilhelm Lorenz finden sich beispielsweise
- als „Sammlung“ im Technikmuseum Magdeburg[1]
- im Stadtarchiv Magdeburg unter der Signatur Rep. 35 S 20[1]
- „Bildquellen“ im Staatsarchiv Wolfenbüttel[1]